# Dr. Sam Loomis

Dr. Samuel Loomis a Halloween – A rémület éjszakája és a Halloween 2. főszereplője, akit Donald Pleasence alakít.

## Életrajz

### Halála
Dr. Loomis 1995. február 2-án halt meg szívrohamban. Egyes állítások szerint Michael Myers ölte meg. Az Mt. Sinclair temetőben helyezték örök nyugalomra.